# Rosa Glaser
Rosa Regina (Roosje) Glaser (geb. 10. September 1914 in Nijmegen; gest. 7. Januar 2000 in Stockholm)  war eine niederländische Tänzerin, Tanzlehrerin und Holocaust-Überlebende. Sie wurde später bekannt als die Tänzerin von Auschwitz.

## Leben und Wirken

### Kindheit, Ausbildung und Vorkriegszeit
Roosje Glaser wurde im niederländischen Nijmegen als Tochter von Falk Glaser und Josina geb. Philips geboren. Sie hatte einen jüngeren Bruder und verbrachte ihre Jugend im deutschen Kleve. Dort arbeitete ihr Vater zunächst im Labor und später als Betriebsleiter in einem Margarinewerk; ihre Mutter bei der Firma Wahnschaffe Müller & Co. In Deutschland besuchte Roosje Glaser von 1920 bis 1928 die erst die Grundschule und dann ein evangelisches Lyzeum. Außerdem erhielt sie Klavierunterricht.
Nach der Rückkehr in die Niederlande lebte die Familie in ’s-Hertogenbosch. Glaser absolvierte die Handelsschule und wurde zur Tanzlehrerin ausgebildet. Nachdem ihr Lebensgefährte bei einem Flugzeugabsturz ums Leben gekommen war, heiratete sie 1937 den Tanzlehrer Leonardus Johannes „Leo“ Crielaars, mit dem sie eine Tanzschule gründete.  Die Ehe blieb kinderlos. Als Tanzlehrerin war sie europaweit erfolgreich und tanzte in Amsterdam, London, Paris und Brüssel.

### Zeit des Nationalsozialismus
Ihr Mann Leo wurde Mitglied in der Partei Nationaal-Socialistische Beweging, wegen Glasers jüdischer Herkunft kam es zur Trennung des Ehepaares. Obwohl sie nach dem Einmarsch der deutschen Truppen in den Niederlanden im Jahr 1940 als Jüdin Diskriminierungen erfuhr, gründete sie vier Tanzschulen. Sie erlangte große Bekanntheit, wozu auch das Einführen neuer Tanzstile aus dem Ausland beitrug; in der Presse erschienen zahlreiche Artikel und auch die Wochenschauen im Kino berichteten über sie.
1941 wurde sie von ihrem Ex-Ehemann bei der Reichskulturkammer denunziert, sodass sie ihre Tanzschulen schließen musste. Auf dem Dachboden ihres Elternhauses gab sie jedoch weiterhin illegal Tanzunterricht. Da sie sich weigerte, den Davidstern zu tragen, wurde sie erneut von ihrem Ex-Ehemann und dessen Bruder Marinus angezeigt und nach sechswöchiger Haft wieder entlassen. Als sie im Herbst 1942 aufgefordert wurde, sich ins holländische Konzentrationslager Westerbork zu begeben, änderte sie ihre Identität und lebte in einer Pension, bis ihr Aufenthaltsort von ihrem ehemaligen Liebhaber Kees verraten wurde. Nach ihrer Verhaftung wurde sie ins KZ Westerbork überführt.
Von 1942 bis 1945 war sie in mehreren Konzentrationslagern interniert: zunächst von Oktober 1942 bis Februar 1943 in Westerbork und dann bis September 1943 im KZ Herzogenbusch. Nach einer gelungenen Flucht und erneuter Verhaftung erfolgte im September 1943 ihre Deportation ins KZ Auschwitz-Birkenau. Sie war im berüchtigten Block 10 untergebracht, wo unter anderem der Arzt Josef Mengele an Häftlingen medizinische Experimente durchführte. Dort arbeitete sie als Krankenschwester und Sekretärin. Sie selbst wurde zwangssterilisiert. Da sie weitere Experimente verweigerte, setzte man sie zu Arbeiten in den Gaskammern zur Unterstützung des Sonderkommandos beim Transport der Leichen ein. Nachdem sie dort ihre tote Cousine entdeckt hatte, erlitt sie einen Zusammenbruch. Es gelang ihr, in der Granatfabrik für Büroarbeiten eingesetzt zu werden. Außerdem organisierte sie für die Aufseher Tanzstunden, tanzte für die SS-Wachleute und ihre Mithäftlinge und wirkte in kleinen Kabarettaufführungen mit, was zu ihrem Überleben beitrug. In dieser Zeit schrieb und komponierte sie auch Lieder. Im Zuge der Evakuierung des KZ Auschwitz ab 17. Januar 1945 gelangte Glaser auf einem viertägigen sogenannten Todesmarsch ins KZ Ravensbrück. Von Mitte Februar bis zum 23. März wurde sie in Berlin für die Arbeit zur Verteidigung der Stadt eingesetzt. Nach einigen Tagen im KZ Bergen-Belsen war sie dann von Ende März bis zum 30. April 1945 im KZ Neuengamme (Außenlager Wandsbek) interniert.

### Leben in Schweden ab 1945
Das Schwedische Rote Kreuz tauschte Glaser am 30. April 1945 gegen drei gefangene deutsche Soldaten aus und brachte sie von Hamburg in ein Auffanglager nach Schweden, wo sie wiederum Kabarett- und Tanzveranstaltungen organisierte. Die holländische Botschaft drängte darauf, dass befreite Holländer und genesene KZ-Häftlinge möglichst bald in die Niederlande zurückkehrten. Mit Unterstützung des Schwedischen Roten Kreuzes gelang es ihr jedoch, in Schweden zu bleiben. Ihr Wunsch, dort eine Tanzschule zu eröffnen, ließ sich nicht verwirklichen, da sie nicht die schwedische Staatsbürgerschaft besaß. Für ihren Lebensunterhalt arbeitete sie zunächst als Korrespondentin für eine schwedische Firma. 1946 heiratete sie in zweiter Ehe den aus Göteborg stammenden Elon Nordström und war somit schwedische Staatsbürgerin. Aus Briefen geht hervor, dass ihr Mann Schiffsbauingenieur war, allerdings gibt es hierfür keine sicheren Quellennachweise. Glaser schrieb: 
„Seit ich in Schweden lebe, unterschreibe ich meine Briefe wieder mit Rosita, so wie früher. Allerdings mit einem Unterschied. In das R male ich jetzt ein lachendes Gesicht zum Zeichen, dass ich dem Leben lachend begegne. Und gleichzeitig drehe ich damit allen, die mich unterkriegen wollten, eine lange Nase. Denn das haben sie nicht geschafft.“
Nach dem Krieg stellte sich heraus, dass 90 % ihrer Familie in der Zeit des Nationalsozialismus dem Holocaust zum Opfer gefallen waren. Glasers Eltern waren Ende März 1943 nach Polen deportiert und einige Tage später im Vernichtungslager Sobibor ermordet worden; ihr jüngerer Bruder überlebte den Krieg und den Holocaust. Am 8. September schrieb Glaser in Göteborg einen Brief an die Holländische Regierung, in dem sie ihre Denunzianten – ihren Ex-Mann, dessen Bruder und ihren ehemaligen Liebhaber Kees – anzeigte. Ihr Ex-Mann wurde verhaftet und im ehemaligen KZ Herzogenbusch interniert. Nach neunmonatiger Haft wurde er entlassen und arbeitete anschließend wieder als Tanzlehrer. Sein Bruder erhielt wegen Denunziation in mehreren Fällen eine zehnjährige Haftstrafe, die später um die Hälfte reduziert wurde. Kees wurde nach seiner Verhaftung aufgrund eines psychiatrischen Gutachtens freigesprochen. Ein Jahr später notierte Glaser rückblickend in einem ihrer Fotoalben:
„Im März 1937 begegnete mir mein zweites Unglück in Gestalt von Kees. Von ihm hatten Leo und ich einen Tanzsaal in ’s-Hertogenbosch gemietet. Dieser Mann ist schuld an dem ganzen Unglück, das mich seit bald zehn Jahren wie ein Schatten verfolgt. Ich verliebte mich in Kees und er sich in mich. Ein dramatisches Dreiecksverhältnis nahm seinen Lauf, ein gefährliches Spiel um Geld, Moral und Ehre, bei dem alle verloren. Wir verloren unsere Liebe, unser Geld und unseren guten Ruf. Abgrundtiefer Hass schlug schreckliche Wunden. Inzwischen sind wir alle drei verheiratet, und ich habe es wohl am besten getroffen. Ich will die beiden vergessen wie einen Albtraum. Die Reife hilft mir dabei.“
1947 besuchte Glaser erstmals wieder die Niederlande, insbesondere um ihre Freunde und ihre ehemaligen Tanzschüler zu treffen. Da ihr Ehemann gegen die Gründung einer Tanzschule war, bewarb sich Glaser als Direktionssekretärin bei mehreren Firmen. In den 1980er Jahren erteilte sie Sprachunterricht in Holländisch, Deutsch, Englisch und Französisch und unterrichtete bis ins hohe Alter.
Roosje Glaser starb im Jahr 2000 im Alter von 85 Jahren in Stockholm. Ihre Asche wurde gemäß ihrem Wunsch in einer Meeresbucht verstreut.

## Buch und Ausstellung
Bei ihrem Besuch in den Niederlanden im Jahr 1947 hatte Glaser ihr Elternhaus von Bombenangriffen zerstört vorgefunden. Diverse Fotoalben und Filme, die sie vor ihrer Verhaftung im Garten des Hauses vergraben hatte, konnte sie jedoch bergen. Diese Dokumente – Tagebucheinträge, Briefe, Fotografien – sowie Recherchen in Archiven dienten ihrem Neffen Paul Glaser als Grundlage für das 2015 veröffentlichte Buch Die Tänzerin von Auschwitz. Die Geschichte einer unbeugsamen Frau. Basierend auf dem Buch, das international Beachtung fand, entstanden mehrere Theaterstücke und Ausstellungen sowie eine Wanderausstellung in verschiedenen Städten.